# Bazyli (Ławrientjew)
Bazyli – duchowny Rosyjskiej Cerkwi Staroprawosławnej, od 2008 biskup wierchniewołżski. 

## Życiorys
Chirotonię biskupią otrzymał 25 grudnia 2008.